# Wandschrank

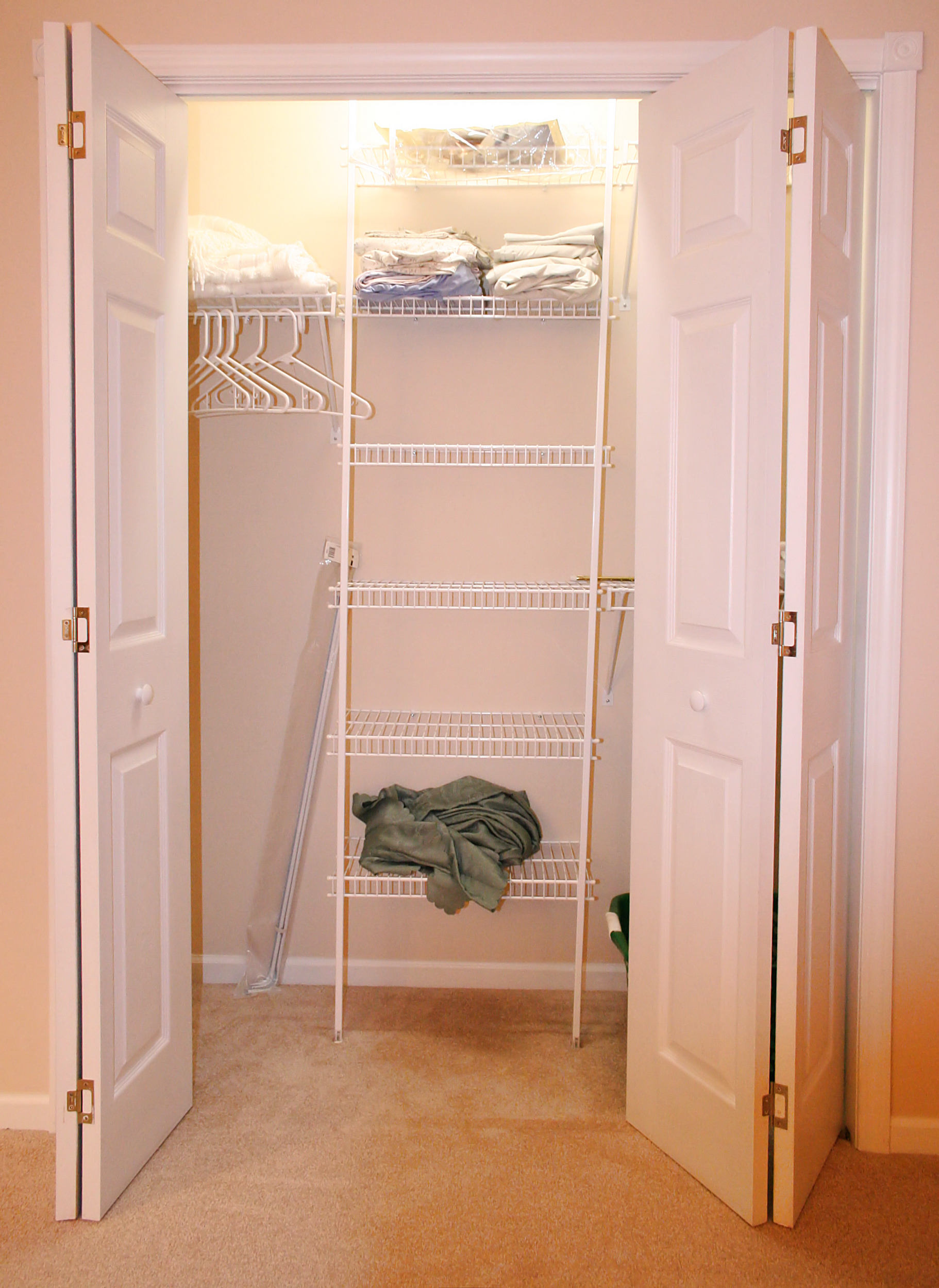
Begehbarer Kleiderschrank

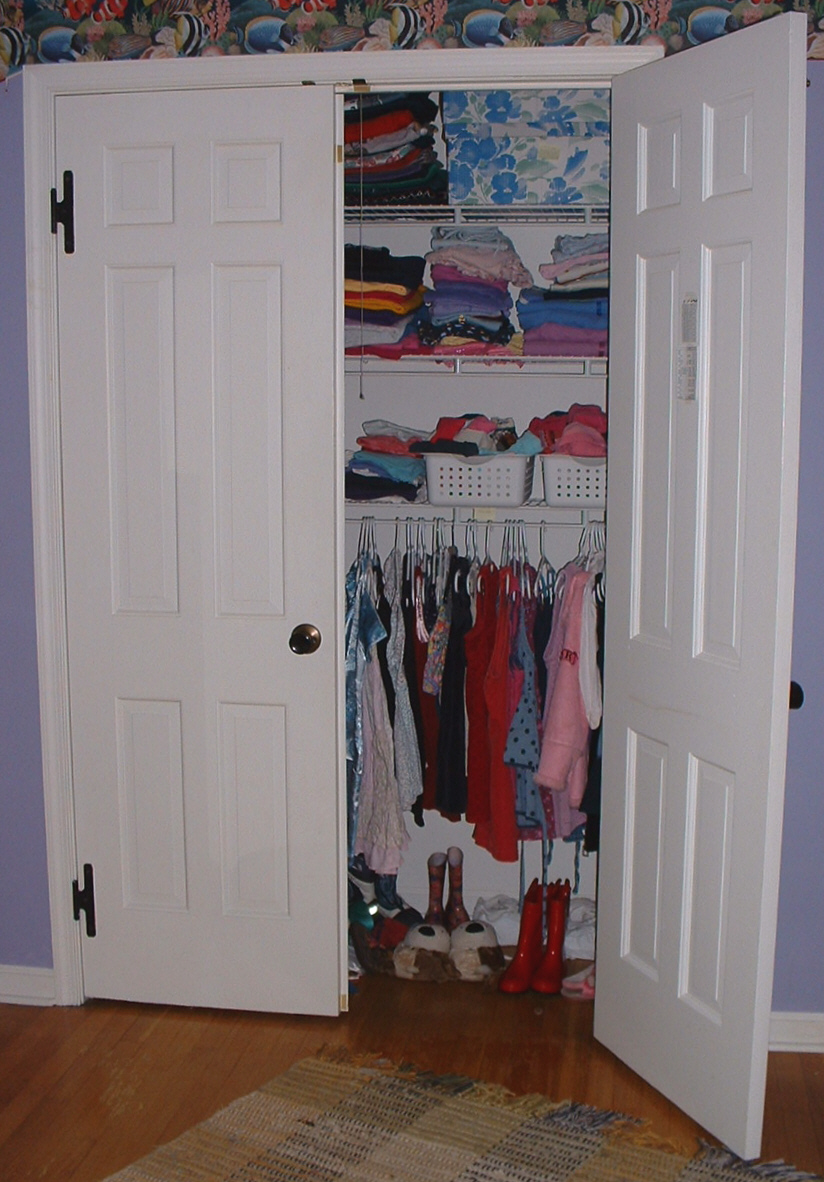
Gefüllter Wandschrank

Wandschrank (im amerikanischen Englisch closet), mitunter auch Einbauschrank, ist im deutschsprachigen Raum eine Bezeichnung für einen kleinen Raum, der einem größeren Raum als Aufbewahrungsraum zugeordnet ist. Wandschrank kann im deutschsprachigen Raum auch ein Hängeschrank an einer Wand sein. Im Gegensatz zu so einem Möbelstück ist ein Einbauschrank unbeweglicher Bestandteil der Bausubstanz und an allen Seiten von Wänden umschlossen. Eine Erweiterung des Wandschranks ist der „begehbare Kleiderschrank“ (amerikanisch-englisch walk-in closet), der so groß ist, dass man sich nach drei Seiten hin bewegen kann. Oft werden Restflächen oder Nischen, die sich nicht anderweitig sinnvoll nutzen lassen, zu begehbaren Kleiderschränken gemacht.
Begehbare Wandschränke können eine unterschiedliche Größe und Form haben. Der Unterschied zu einer Wandnische, Kammer und Alkoven, die als Schrankbett dienen, besteht darin, dass Einbauschränke immer durch eine Tür verschossen werden. In den Vereinigten Staaten sind closets (Wandschränke) Standard, besonders in Schlafräumen. Kleiderschränke sind dort weniger üblich. Oft wird in diesen Räumen eine Kommode aufgestellt.
In Deutschland fordern die unterschiedlichen Landesbauordnungen zwar Abstellräume, die einer Wohnung zugeordnet sein müssen, die aber auch außerhalb, beispielsweise im Keller, liegen können. In einigen Bauordnungen wird jedoch ausdrücklich eine Teilabstellfläche innerhalb der Wohnung gefordert; die in diesem Zusammenhang erstellten Kleinsträume von beispielsweise 1 m² Fläche können auch als Wandschränke im Sinne des englischen closets betrachtet werden.
Ein Wandschrank-Nebenraum darf in Deutschland im Allgemeinen nicht als Wohn- oder Schlafraum genutzt werden, da in Baurechts- und Brandschutzverordnungen dafür zwei getrennte Zugänge gefordert sind (es muss zusätzlich zur Tür noch ein öffenbares Fenster oder eine zweite Tür geben) oder der Zugang zum Raum unschließbar sein muss (keine Tür, sondern offener Durchgang).